# Narcejão
O narcejão (Gallinago undulata) é uma espécie de ave sul-americana, caradriiforme, da família dos escolopacídeos. Mede cerca de 45 cm de comprimento, possuindo bico grosso.

## Nomes populares
O nome narcejão foi selecionado como nome vernáculo técnico para a espécie Gallinago undulata pelo Comitê Brasileiro de Registros Ornitológicos (CBRO) em 2021.

## Subespécies
São reconhecidas duas subespécies:
- Gallinago undulata undulata (Boddaert, 1783) - ocorre em duas áreas distintas, uma na Colômbia, e outro da Venezuela através da Guiana, Suriname e Guiana Francesa ao extremo norte do Brasil.
- Gallinago undulata gigantea (Temminck, 1826) - ocorre no leste da Bolívia, leste do Paraguai e leste-sul do Brasil, e provavelmente também no Uruguai e Argentina norte-oriental.